# Austroplebeia ornata
Austroplebeia ornata är en biart som först beskrevs av Rayment 1932.  Austroplebeia ornata ingår i släktet Austroplebeia och familjen långtungebin. Inga underarter finns listade.